# Bellator 1
Bellator 1 foi o primeiro evento de MMA (artes marciais mistas) organizado pelo  Bellator Fighting Championships, realizado no Seminole Hard Rock Hotel & Casino , em Hollywood, Flórida nos Estados Unidos no dia 3 de Abril de 2009. Foi transmitido nacionalmente nos EUA através de VT (video-tape) na noite seguinte, no sábado 4 de abril, através de um acordo de exclusividade com a ESPN Deportes.
O evento contou com lutas válidas pelas quartas-de-finais dos torneios pena e leve, juntamente com lutas não válidas pelos torneios. Todas as lutas foram disputadas sob as regras unificadas de MMA.

## Chaves dos Torneios

### Peso Leve
|  | Quartas-de-final | Quartas-de-final | Quartas-de-final |            |                | Semi-finais    | Semi-finais | Semi-finais |  |  | Final | Final | Final |  |
|  |                  |                  |                  |            |                |                |             |             |  |  |       |       |       |  |
|  | Estados Unidos   | Eddie Alvarez    | FIN              |            |                |                |             |             |  |  |       |       |       |  |
|  | Estados Unidos   | Eddie Alvarez    | FIN              |            |                |                |             |             |  |  |       |       |       |  |
|  | Reino Unido      | Greg Loughran    | 1                |            |                |                |             |             |  |  |       |       |       |  |
|  | Reino Unido      | Greg Loughran    | 1                |            | Estados Unidos | Eddie Alvarez  |             |             |  |  |       |       |       |  |
|  |                  |                  |                  |            | Estados Unidos | Eddie Alvarez  |             |             |  |  |       |       |       |  |
|  |                  |                  | Estados Unidos   |            |                |                |             |             |  |  |       |       |       |  |
|  | Estados Unidos   | Thomas Schulte   |                  |            |                |                |             |             |  |  |       |       |       |  |
|  | Estados Unidos   | Thomas Schulte   |                  |            |                |                |             |             |  |  |       |       |       |  |
|  | Estados Unidos   | Eric Reynolds    |                  |            |                |                |             |             |  |  |       |       |       |  |
|  | Estados Unidos   | Eric Reynolds    |                  |            |                |                |             |             |  |  |       |       |       |  |
|  |                  |                  |                  |            |                |                |             |             |  |  |       |       |       |  |
|  |                  |                  |                  |            |                |                |             |             |  |  |       |       |       |  |
|  | Estados Unidos   | Jorge Masvidal   | TKO              |            |                |                |             |             |  |  |       |       |       |  |
|  | Estados Unidos   | Jorge Masvidal   | TKO              |            |                |                |             |             |  |  |       |       |       |  |
|  | Estados Unidos   | Nick Agallar     | 1                |            |                |                |             |             |  |  |       |       |       |  |
|  | Estados Unidos   | Nick Agallar     | 1                |            | Estados Unidos | Jorge Masvidal |             |             |  |  |       |       |       |  |
|  |                  |                  |                  |            | Estados Unidos | Jorge Masvidal |             |             |  |  |       |       |       |  |
|  |                  |                  | Estados Unidos   | Toby Imada |                |                |             |             |  |  |       |       |       |  |
|  | Estados Unidos   | Toby Imada       | Estados Unidos   | Toby Imada | FIN            |                |             |             |  |  |       |       |       |  |
|  | Estados Unidos   | Toby Imada       |                  |            |                |                |             |             |  |  |       |       |       |  |
|  | Estados Unidos   | Alonzo Martinez  | 1                |            |                |                |             |             |  |  |       |       |       |  |

### Peso Pena
|  | Quartas-de-finais | Quartas-de-finais | Quartas-de-finais |               |                | Semi-finais | Semi-finais | Semi-finais |  |  | Final | Final | Final |  |
|  |                   |                   |                   |               |                |             |             |             |  |  |       |       |       |  |
|  | Canadá            | Ben Greer         | TKO               |               |                |             |             |             |  |  |       |       |       |  |
|  | Canadá            | Ben Greer         | TKO               |               |                |             |             |             |  |  |       |       |       |  |
|  | Estados Unidos    | Joe Soto          | 1                 |               |                |             |             |             |  |  |       |       |       |  |
|  | Estados Unidos    | Joe Soto          | 1                 |               | Estados Unidos | Joe Soto    |             |             |  |  |       |       |       |  |
|  |                   |                   |                   |               | Estados Unidos | Joe Soto    |             |             |  |  |       |       |       |  |
|  |                   |                   |                   |               |                |             |             |             |  |  |       |       |       |  |
|  | Brasil            | Wilson Reis       |                   |               |                |             |             |             |  |  |       |       |       |  |
|  | Brasil            | Wilson Reis       |                   |               |                |             |             |             |  |  |       |       |       |  |
|  | Estados Unidos    | Henry Martinez    |                   |               |                |             |             |             |  |  |       |       |       |  |
|  | Estados Unidos    | Henry Martinez    |                   |               |                |             |             |             |  |  |       |       |       |  |
|  |                   |                   |                   |               |                |             |             |             |  |  |       |       |       |  |
|  |                   |                   |                   |               |                |             |             |             |  |  |       |       |       |  |
|  | México            | Nick Gonzalez     | FIN               |               |                |             |             |             |  |  |       |       |       |  |
|  | México            | Nick Gonzalez     | FIN               |               |                |             |             |             |  |  |       |       |       |  |
|  | México            | Yahir Reyes       | 1                 |               |                |             |             |             |  |  |       |       |       |  |
|  | México            | Yahir Reyes       | 1                 |               | México         | Yahir Reyes |             |             |  |  |       |       |       |  |
|  |                   |                   |                   |               | México         | Yahir Reyes |             |             |  |  |       |       |       |  |
|  |                   |                   | Estados Unidos    | Estevan Payan |                |             |             |             |  |  |       |       |       |  |
|  | Estados Unidos    | Estevan Payan     | Estados Unidos    | Estevan Payan | DEC            |             |             |             |  |  |       |       |       |  |
|  | Estados Unidos    | Estevan Payan     |                   |               |                |             |             |             |  |  |       |       |       |  |
|  | Peru              | Luis Palomino     | 3                 |               |                |             |             |             |  |  |       |       |       |  |